# テンカジョウ
競走馬におけるテンカジョウとは、
1. 日本の2002年生まれの競走馬。父アフリート、母父Nishapour。中央で24戦1勝[1]。
2. 日本の2021年生まれの競走馬。本項にて記述。両馬とも同一の馬主。

テンカジョウ（欧字名:Tenka Jo、2021年2月3日 - ）は、日本の競走馬。主な勝ち鞍は2024年のマリーンカップ、2025年の兵庫女王盃、エンプレス杯。
馬名の意味は、天下＋冠名。

## 経歴

### 3歳（2024年）
2024年2月3日、京都競馬場第4レースの3歳新馬戦（ダート1800m）で、鞍上に国分優作を起用しデビュー。単勝13番人気の60.5倍で迎えたレースだった。中団から追走し、直線では前団を差し切り新馬勝ち。さらに3連単が72万5600円となる波乱を演出した。続く1勝クラスは後方から追い込むも、前団に届かず3着。2度目の1勝クラスでは、最後方から追走し、直線で3F最速の脚で一気に差し切り2勝目。2勝クラスはスタートが出遅れ、馬群に離れた形で追走。2コーナーでは馬群に追いつき、直線では前団を差し切り3勝目を挙げた。
陣営は初の重賞挑戦となるマリーンカップを選択。道中は後方2番手から追走し、4コーナーでは中団の位置へ。直線ではアンモシエラやザオを交わし先頭に立つと、後続に5馬身差をつけ、3連勝で重賞初制覇を飾った。またJBCレディスクラシックへの優先出走権も獲得し、陣営も参戦を表明した。予定通りに出走したJBCレディスクラシックでは、馬群外側の中団に控えて進める。3コーナーでは4番手に付け、4コーナーでは鞍上の鞭に反応し加速する。直線ではライオットガールとの競り合いは制したが、先頭のアンモシエラには遠く及ばず3着となった。

### 4歳（2025年）

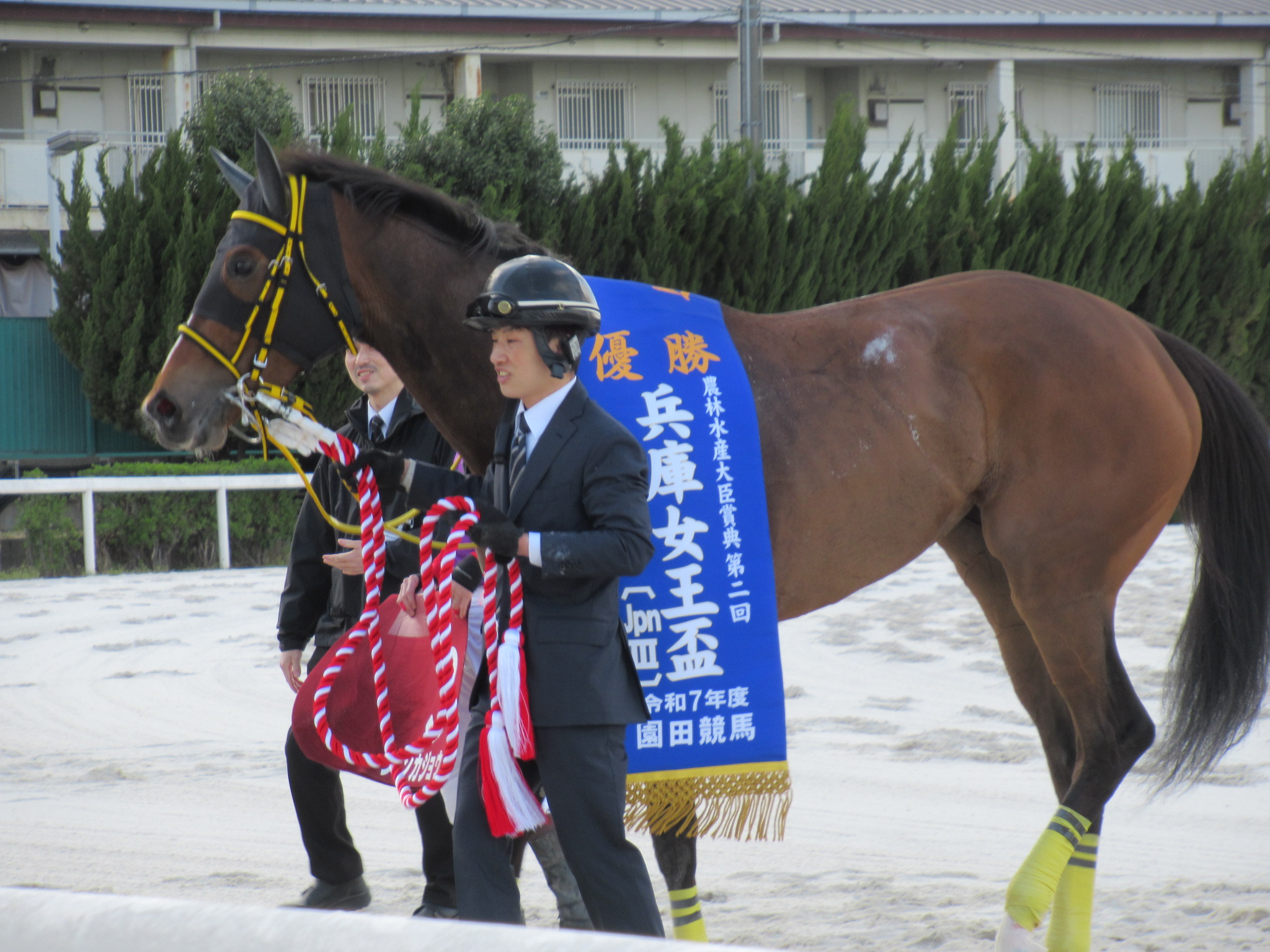
2025年兵庫女王盃表彰式

2025年初戦は船橋競馬場のクイーン賞を選択、オーサムリザルトの3着となった。
4月3日に行われた兵庫女王盃では3番手に付け、向正面で仕掛けたアーテルアストレアを見る様な形で追走、直線で先頭に立ち重賞2勝目を飾った。

## 競走成績
以下の内容は、JBISサーチおよびnetkeiba.comに基づく。
| 競走日     | 競馬場 | 競走名         | 格     | 距離（馬場）  | 頭 数 | 枠 番 | 馬 番 | オッズ （人気） | 着順 | タイム （上り3F） | 着差 | 騎手      | 斤量 [kg] | 1着馬（2着馬）         | 馬体重 [kg] |
| ---------- | ------ | -------------- | ------ | ------------- | ----- | ----- | ----- | --------------- | ---- | ----------------- | ---- | --------- | --------- | ---------------------- | ----------- |
| 2024.02.03 | 京都   | 3歳新馬        |        | ダ1800m（良） | 16    | 7     | 13    | 060.5（13人）   | 01着 | R1:55.0（37.9）   | -0.2 | 0国分優作 | 55        | （エアサンサーラ）     | 476         |
| 0000.03.02 | 阪神   | 3歳1勝クラス   |        | ダ1800m（稍） | 6     | 3     | 3     | 013.80（5人）   | 03着 | R1:53.0（38.1）   | -0.5 | 0国分優作 | 55        | ハビレ                 | 474         |
| 0000.03.30 | 阪神   | 3歳1勝クラス   |        | ダ1800m（稍） | 11    | 8     | 11    | 007.10（6人）   | 01着 | R1:52.2（37.5）   | -0.4 | 0国分優作 | 55        | （ポルポラジール）     | 474         |
| 0000.06.08 | 京都   | 3歳上2勝クラス |        | ダ1800m（良） | 10    | 8     | 9     | 002.00（1人）   | 01着 | R1:52.5（37.6）   | -0.4 | 0国分優作 | 53        | （テーオールビー）     | 486         |
| 0000.09.26 | 船橋   | マリーンC      | JpnIII | ダ1800m（良） | 6     | 6     | 6     | 003.10（2人）   | 01着 | R1:53.5（39.7）   | -1.1 | 0国分優作 | 55        | （クラヴィコード）     | 490         |
| 0000.11.04 | 佐賀   | JBCLクラシック | JpnI   | ダ1860m（良） | 11    | 4     | 4     | 004.90（3人）   | 03着 | R2:00.3（37.1）   | -0.7 | 0国分優作 | 53        | アンモシエラ           | 489         |
| 2025.02.11 | 船橋   | クイーン賞     | JpnIII | ダ1800m（良） | 7     | 4     | 4     | 005.60（2人）   | 03着 | R1:52.7（37.3）   | -0.3 | 0国分優作 | 54.5      | オーサムリザルト       | 487         |
| 0000.04.03 | 園田   | 兵庫女王盃     | JpnIII | ダ1870m（良） | 10    | 3     | 3     | 001.70（1人）   | 01着 | R2:02.8（39.0）   | -0.3 | 0松山弘平 | 56        | （アーテルアストレア） | 487         |
| 0000.05.14 | 川崎   | エンプレス杯   | JpnII  | ダ2100m（稍） | 11    | 8     | 11    | 005.80（2人）   | 01着 | R2:15.2（39.5）   | -0.0 | 0松山弘平 | 55        | （オーサムリザルト）   | 493         |
| 0000.07.09 | 川崎   | スパーキングLC | JpnIII | ダ2100m（良） | 10    | 8     | 9     | 002.00（1人）   | 03着 | R1:42.1（39.9）   | -0.7 | 0松山弘平 | 58        | フェブランシェ         | 495         |

- 競走成績は2025年7月9日現在

## 血統表
| テンカジョウの血統           | テンカジョウの血統                         | テンカジョウの血統                         | （血統表の出典）                           | （血統表の出典） |
| 父系                         | デインヒル系（ダンジグ系）                 | デインヒル系（ダンジグ系）                 | デインヒル系（ダンジグ系）                 | [ § 2 ]          |
| 父 *サンダースノー 2014 鹿毛 | 父の父Helmet 2008 栗毛                     | Exceed And Excel                           | *デインヒル                                | *デインヒル      |
| 父 *サンダースノー 2014 鹿毛 | 父の父Helmet 2008 栗毛                     | Exceed And Excel                           | Patrona                                    |                  |
| 父 *サンダースノー 2014 鹿毛 | 父の父Helmet 2008 栗毛                     | Accessories                                | Singspiel                                  | Singspiel        |
| 父 *サンダースノー 2014 鹿毛 | 父の父Helmet 2008 栗毛                     | Accessories                                | Anna Matrushka                             |                  |
| 父 *サンダースノー 2014 鹿毛 | 父の母Eastern Joy 2006 鹿毛                | Dubai Destination                          | Kingmambo                                  | Kingmambo        |
| 父 *サンダースノー 2014 鹿毛 | 父の母Eastern Joy 2006 鹿毛                | Dubai Destination                          | Mysterial                                  |                  |
| 父 *サンダースノー 2014 鹿毛 | 父の母Eastern Joy 2006 鹿毛                | Red Slippers                               | Nureyev                                    | Nureyev          |
| 父 *サンダースノー 2014 鹿毛 | 父の母Eastern Joy 2006 鹿毛                | Red Slippers                               | Morning Devotion                           |                  |
| 母 フィオレロ 2014 黒鹿毛    | 母の父*エンパイアメーカー 2000 黒鹿毛      | Unbridled                                  | Fappiano                                   | Fappiano         |
| 母 フィオレロ 2014 黒鹿毛    | 母の父*エンパイアメーカー 2000 黒鹿毛      | Unbridled                                  | Gana Facil                                 |                  |
| 母 フィオレロ 2014 黒鹿毛    | 母の父*エンパイアメーカー 2000 黒鹿毛      | Toussaud                                   | El Gran Senor                              | El Gran Senor    |
| 母 フィオレロ 2014 黒鹿毛    | 母の父*エンパイアメーカー 2000 黒鹿毛      | Toussaud                                   | Image of Reality                           |                  |
| 母 フィオレロ 2014 黒鹿毛    | 母の母*グリーンインディ 1996 鹿毛          | A.P. Indy                                  | Seattle Slew                               | Seattle Slew     |
| 母 フィオレロ 2014 黒鹿毛    | 母の母*グリーンインディ 1996 鹿毛          | A.P. Indy                                  | Weekend Surprise                           |                  |
| 母 フィオレロ 2014 黒鹿毛    | 母の母*グリーンインディ 1996 鹿毛          | Valthea                                    | Antheus                                    | Antheus          |
| 母 フィオレロ 2014 黒鹿毛    | 母の母*グリーンインディ 1996 鹿毛          | Valthea                                    | Green Valley                               |                  |
| 母系(F-No.)                  | グリーンインディ(USA)(FN:16-c)             | グリーンインディ(USA)(FN:16-c)             | グリーンインディ(USA)(FN:16-c)             | [ § 3 ]          |
| 5代内の近親交配              | Mr. Prospector：5×5 Northern Dancer：5×5･5 | Mr. Prospector：5×5 Northern Dancer：5×5･5 | Mr. Prospector：5×5 Northern Dancer：5×5･5 | [ § 4 ]          |
| 出典                         | 1. 2. 3. 4.                                | 1. 2. 3. 4.                                | 1. 2. 3. 4.                                | 1. 2. 3. 4.      |

- 主な近親に、グリーンダンサー（仏2000ギニーなどG13勝）、ソレミア（凱旋門賞）、オーソライズド（デューハーストS）、マクフィ（英2000ギニー、ジャック・ル・マロワ賞）、サナシオン（東京ハイジャンプ、阪神スプリングジャンプ）、ティアップワイルド（兵庫ゴールドトロフィー、かきつばた記念）など。